# Fatou Bolli
Fatou Bolli, née en 1952 à Abidjan, est une autrice ivoirienne. Pionnière de la littérature féminine africaine, elle fait partie des premières autrices ivoiriennes en langue française avec Simone Kaya. Elle est aussi une des rares autrices à avoir traité le thème de la sorcellerie en Côte d'Ivoire. Elle est connue pour son roman Djigbô, publié en 1976.

## Biographie
Fatou Bolli est née à Abidjan, en 1952. Elle a travaillé à l'Agence de coopération culturelle et technique (ACCT), à Paris. Après Simone Kaya, Fatou Bolli est la seconde femme à écrire en Côte d'Ivoire.
Dans son premier roman Djigbô, publié en 1976 par le Centre d'édition et de diffusion africaines (CEDA), Fatou Bolli traite du sujet de la sorcellerie,, et ses rapports avec les religions catholique et musulmane. Une question alors peu abordée dans la littérature ivoirienne,. Ce roman rencontre un succès en librairies à sa sortie. Même si Madeleine Borgomano qui souligne l'intérêt de la narration de la situation des intellectuels ivoiriens en souligne une écriture selon elle scolaire. Selon Jean-Marie Volet, l'arrivée tardive des romancières ivoiriennes est à mettre sur le compte d'un décalage de traitement entre la scolarité des filles et des garçons, les premières écoles primaires pour filles apparaissant en 1938 (1905 pour les garçons). Cette différence se répercute automatiquement sur l'arrivée des femmes ivoiriennes en littérature de langue française en 1976, alors que des écrivains produisent des œuvres dès 1937, avec les premiers romans de Bernard Dadié.
Dans Djigbô, elle tient à souligner l'action positive de bons sorciers, tout en condamnant la répression de ceux qui sont considérés comme de mauvais sorciers. Le livre relate la façon dont des sorciers malfaisants ont jeté un sort à Mathilde, la fille d'un notable, afin de l'atteindre. Fatou Bolli dans les années 2000 est ainsi l'une des trois romancières ayant traité du thème de la sorcellerie avec Amadou Koné et Paul Yao Akoto
Considérée comme une des pionnières de la littérature féminine ivoirienne et africaine,, Fatou Bolli est l'une des deux seules femmes, avec Simone Kaya, citées dans l'Anthologie de la littérature ivoirienne publiée en 1983.
Elle a travaillé à l'Agence de coopération culturelle et technique à Paris.

## Ouvrages
Djigbô, Editions Ceda Abidjan, 1981 (OCLC 21607631, lire en ligne).